# Otlophorus minutus
Otlophorus minutus là một loài tò vò trong họ Ichneumonidae.